# Uberto Dell'Orto
Uberto Dell'Orto (Milano, 6 gennaio 1848 – Milano, 29 novembre 1895) è stato un pittore e incisore italiano.

## Biografia
Uberto Dell'Orto nacque a Milano, in Contrada dei Bossi, il 6 gennaio 1848 da Rosalinda Gavazzi e da Giuseppe Dell'Orto, in una famiglia borghese piuttosto agiata. Rimasto orfano di ambedue i genitori quando non aveva ancora sette anni, nella sua fanciullezza egli venne tenuto a balia insieme al fratello Enrico dagli zii materni, che lo accompagnarono a Tremezzo al collegio Longhi, ove seguì un brillante e ragguardevole iter scolastico. Passò quindi al Ginnasio di Brera, dove ampliò la propria cultura figurativa, per poi iscriversi al corso di Scienze matematiche pure dell'Università degli Studi di Pavia, che lasciò per quella di Bologna, dove nel 1871 conseguì la laurea in Ingegneria. Nel frattempo, si recò ripetutamente nel Bergamasco, la cui quiete idilliaca gli ispirò il gusto per il paesaggio.
Ben presto, tuttavia, Dell'Orto notò come egli non si trovasse a proprio agio negli studi d'ingegneria, e di come preferisse dedicarsi al disegno, che sviluppò seguendo la scuola di Giovanni Battista Lelli, che conobbe al Ginnasio di Brera; successivamente divenne allievo di Eleuterio Pagliano, «gloria milanese» (come lo definì Raffaello Barbiera) dal fervente talento artistico. Di lì a poco venne pure ammesso alla scuola serale di nudo presso l'Accademia di Brera, e a quella di costume alla Famiglia Artistica.
Sempre a Milano, nel 1880 aprì uno studio artistico presso via Agnelli; qui lavorò instancabilmente, alternando il lavoro in studio a lunghi ed intensi viaggi presso località marine o montane, dove si dilettò nella rappresentazione di paesaggi naturali. Si recò in Sicilia, a Napoli e all'isola di Capri, spingendosi fino in Egitto: questi viaggi erano dovuti al suo desiderio di trasporre i colori vivaci e sgargianti del Mediterraneo ai suoi paesaggi montani, da lui prediletti. Frattanto, nonostante gli sporadici dileggi della critica (dovuti alla sua indole solitaria), ebbe fama e riconoscimenti internazionali: nel 1885 fu nominato socio onorario dell'Accademia di Brera, della quale fu eletto a consigliere nel 1895. Questo si trattò tuttavia di un anno assai funesto per Dell'Orto: la sua salute, già declinante anni addietro (nel 1875 si ammalò di vertigini e nevrosi), si fece infatti ancora più malandata. Infine, Uberto Dell'Orto spirò l'11 novembre 1895 nel suo appartamento di Milano, appena quarantasettenne, per edema polmonare acuto accompagnato da insufficienza cardiaca. Dell'Orto fu sinceramente pianto dai suoi contemporanei; già un anno dopo la sua morte, nel 1896, si raccolsero nelle sale della Permanente ben 154 suoi dipinti, acquistati dalle personalità più illustri, quali Vittorio Emanuele II, il ministero della pubblica istruzione e diverse famiglie dell'aristocrazia lombarda.
Lo scrittore Raffaele Calzini offre un ritratto caratteriale assai dettagliato di Uberto Dell'Orto, delineandone anche i principali tratti fisiognomici:
(Raffaele Calzini)

## Stile pittorico
L'amore per il paesaggio traspare già nei primi disegni scolastici del Dell'Orto. Quest'ultimi, seppure influenzati dal Lelli, scaturivano comunque da una personale analisi del vero: durante le vacanze estive, infatti, l'artista aveva occasione di disegnare sempre meglio scorci rurali o elementi naturali quali foglie, tronchi, acque, paesaggi, spesso riportati in timide gradazioni chiaroscurali.
Abbandonati i connotati bozzettistici, la sua pittura iniziò finalmente a presentare una «robustezza compositiva» ed una notevole «raffinatezza cromatica». Infatti, fu in questi anni che Dell'Orto iniziò a discostarsi dalle esecuzioni realiste del paesaggio, preferendo infondere sulla tela le sensazioni e le emozioni che tale osservazione generava in lui. Il suo stile, pur non presentando toni impressionisti o divisionisti, è infatti pregno di «vibrazioni luminose»: l'artista riuscì a «semplificare i volumi e ridurre moltissimo gli effetti chiaroscurali». Per questo motivo, Dell'Orto è uno dei maggiori rappresentanti del Naturalismo lombardo:
(Alessandra Pino Adami)
Sebbene sia ricordato principalmente per i suoi paesaggi, Dell'Orto è stato anche un discreto incisore e ritrattista. I ritratti, non molto numerosi, erano più dettagliati e rifiniti e - per questo motivo - erano assai apprezzati dai committenti; nelle sporadiche incisioni dipinse paesaggi e soggetti di genere, con uno stile che richiama inequivocabilmente l'atmosfera della Scapigliatura. Eseguì anche un'opera di grande respiro ornamentale: si tratta della decorazione di una lunetta della Società Patriottica di Milano, raffigurante Cerere.